# Западен корпус
Западният корпус е българска военна част формирана по време на Сръбско-българската война (1885).

## Формиране
Западният корпус е формиран с приказ №129 на военния министър от 11 септември 1885 г. под наименованието Западен отряд. За командир на отряда е назначен майор Аврам Гуджев. По-късно Западният отряд е преименуван в Западен корпус с щаб в София., а на 9 ноември командир на корпуса е назначен подполковник Данаил Николаев. През октомври към отряда се присъединява опълчението от Кюстендилския край.

## Състав[2]
| формирование         | численост  | командир                   | състав                                                             |
| -------------------- | ---------- | -------------------------- | ------------------------------------------------------------------ |
| Кюстендилски отряд   | 4850       | капитан Стефан Кисов       |                                                                    |
| Дупнишки отряд       | 4376       |                            | 2 пех. дружини, 2 опълч. дружини, 1 ескадрон и 1 батарея, 8 оръдия |
| Комщицки отряд       | ?          | поручик Атила Зафиров      |                                                                    |
| Смиловски отряд      | 900        | капитан Кръстьо Бахчеванов |                                                                    |
| Царибродски отряд    | ?          | капитан Христо Попов       |                                                                    |
| Долноневлянски отряд | ?          | капитан Андрей Букурещлиев |                                                                    |
| Трънски отряд        | около 6000 | капитан Никола Генев       |                                                                    |
| Изворски отряд       | ?          | капитан Стоян Филипов      |                                                                    |
| Сливнишки отряд      | ?          | капитан Никола Петров      |                                                                    |
| Общо:                | ?          |                            |                                                                    |

Всичко 36 1/2 дружини, 6 ескадрона, 7 батареи или 28 846 души, 1200 саби и 52 оръдия.
Към 9 ноември 1885 г. състава на корпуса е от 12 пехотни полка.

## Боен път
С височайши приказ № 59 от 22 декември 1885 г. княз Александър I Батенберг отменя корпусната организация в армия, с което се поставя край на съществуването на Западния корпус.

## Наименования
- Западен отряд
- Западен корпус (до 22 декември 1885)